# Bleed Like Me
Bleed Like Me (в пер. с англ. «Истекай кровью как я») — четвёртый студийный альбом шотландско-американской рок-группы Garbage, выпущен в апреле 2005 года лейблами A&E Records во всём мире и Geffen Records в Северной Америке. Пластинка ознаменовала новый взлёт популярности группы. Bleed Like Me дебютировал на 4-й строчке британского чарта. Диск также дебютировал на 4-й строчке Billboard 200, тем самым став первым альбомом Garbage, который вошёл в десятку лучших альбомов Billboard с первой попытки. Кроме того, Bleed Like Me занял высокие места в чартах многих стран, включая Австралию, Канаду и Великобританию.
После альбома Beautiful Garbage, встреченного неоднозначно как критиками, так и поклонниками, отношения между участниками группы стали напряжёнными. В 2003 году Garbage начали работу над новым студийным альбомом. Рабочим названием пластинки было Hands on a Hard Body (в пер. с англ. «Руки на твёрдом теле»). Ширли Мэнсон говорила, что это название отражало период трений и кризиса, пришедшийся на октябрь 2003 года. Гитарист группы Стив Маркер говорил, что в это время участники группы просто не могли общаться друг с другом и не могли делать никакой музыки, поэтому сделали перерыв. К этому времени Ширли Мэнсон вернулась в Шотландию, барабанщик Garbage Бутч Виг уехал в Лос-Анджелес, полагая, что группа распалась и что это к лучшему. Но однажды он натолкнулся на поклонников группы, которые спрашивали о новом альбоме. Вскоре он задумался об уже записанных треках и стал заново их переслушивать. Позже Виг встретил на рождественской вечеринке Дэйва Грола. Решив, что его манера игры на барабанах будет хорошо звучать в композиции «Bad Boyfriend» Виг пригласил Грола сыграть в этой композиции на барабанах. Также в записи альбома принимали участие барабанщик Мэтт Уолкер (Filter, The Smashing Pumpkins), гитарист John 5 (Marilyn Manson) и басист Джастин Мелдал-Джонсен (Nine Inch Nails, Бек, Ima Robot).

## Запись и релиз альбома
В марте 2003 года Garbage начали работу над новым студийным альбомом. Рабочим названием пластинки было Hands on a Hard Body. В первые дни работы были записаны песни «Right Between the Eyes», «Hangin' With The Bitches» и «Never Be Free», в записи которой принимал участие John 5. Но запись пластинки была приостановлена уже летом, когда Ширли Мэнсон была сделана тяжёлая операция по удалению кисты на голосовых связках. Запись альбома продолжилась только в августе. Вскоре у Дюка Эриксона умер отец, а Стив Маркер потерял мать, из-за чего оба музыканта отсутствовали в студии. Запись материала шла очень плохо, и отношения между музыкантами становились всё более напряжёнными. «Мы сидели друг напротив друга и молчали, потому что даже не знали, будем ли мы вообще работать вместе дальше». — вспоминает Ширли Мэнсон. 10 сентября 2003 года произошёл инцидент: экскаватор, находившийся неподалёку от студии Smart Studios, в которой и проходила запись пластинки, накренился и пробил стену здании, в результате чего работа над новым диском снова была отложена. К октябрю участники группы окончательно рассорились, из-за чего Бутч Виг переехал в Лос-Анджелес, а Ширли Мэнсон вернулась в Эдинбург. Во время рождественских праздников Виг случайно встретился с поклонниками группы, которые начали расспрашивать его о новом альбоме. Он задумался об уже записанных композициях и стал заново их переслушивать. Через некоторое время Виг встретился с фронтменом группы Foo Fighters Дэйвом Гролом. Бутч Виг попросил Грола сыграть на ударных в песне «Bad Boyfriend», так как, по мнению Вига, стиль игры Дэйва Грола наиболее подходил для композиции. В январе 2004 года в студии The Boat в Лос-Анджелесе Garbage с новыми силами продолжили запись пятой пластинки. К работе над альбомом группа привлекла несколько сторонних музыкантов. Первым стал Джон Кинг из The Dust Brothers, с которым группа работала над песнями «Bad Boyfriend», «Space Can Come Through Anyone» и «It’s All Over But The Crying». Ширли Мэнсон призналась, что именно с появлением этого человека она наконец-то успокоилась и поняла, что альбом будет доведён до конца. Позже к группе присоединяются барабанщик Мэтт Чемберлен и басист Джастин Мелдал-Джонсен. На следующих студийных сессиях Garbage записали ещё две композиции, «Metal Heart» и «Boys Wanna Fight», имеющие откровенно политический характер и отсылки к вторжению коалиционных сил в Ирак. В октябре 2004 года группа начала процесс микширования альбома. В ноябре было обнародовано официальное название новой пластинки — Bleed Like Me, а 15 декабря участники группы объявили о том, что запись альбома окончена.
11 апреля 2005 года состоялся выход четвёртого студийного альбома Bleed Like Me. Bleed Like Me дебютировал на 4-м месте в чарте Великобритании; на 4-м месте он дебютировал и в Billboard Comprehensive Albums. Также диск дебютировал в 10-ке лучших альбомов в Австралии, Греции, Франции, Швеции, Японии, Гонконге, Бельгии и Канаде. В Австралии Bleed Like Me получил статус золотого за 35 тысяч экземпляров, проданных за первые три недели.

## Синглы
Первым синглом с нового альбома стал «Why Do You Love Me», дебютировавший на 39-м месте Modern Rock Tracks, на 97-м месте в Billboard Hot 100 и на 81-м месте Pop 100, тем самым став наиболее успешным синглом Garbage с 1999 года. 9 мая 2005 года в качестве сингла вышла композиция «Bleed Like Me», которая заняла 27-ю строчку Modern Rock Tracks. Третьим синглом с альбома стал «Sex Is Not the Enemy». Четвёртым и последним синглом является «Run Baby Run», занявший 47-е место в чарте Австралии.

## Концертный тур
В марте 2005 года в поддержку альбома стартовал гастрольный тур Bleed Like Me World Tour. Первое выступление состоялось в Париже, после чего группа посетила Северную Америку, Европу, Австралию и выступила на нескольких рок-фестивалях и радиошоу. Также Garbage выступили в России в рамках фестиваля Tuborg GreenFest в Москве. Во время тура к группе присоединился Эрик Эвери и Мэтт Уолкер.
Завершение Bleed Like Me World Tour было намечено на 2006 год, однако 25 августа 2005 группа отменила концерты запланированные на октябрь во Франции, Бельгии и Великобритании. Тур завершился 1 октября концертом в городе Перт в Австралии, после чего музыканты объявили о «бессрочном отпуске» и прекратили творческую деятельность. По заявлению Ширли Мэнсон причиной этого стала «усталость коллектива» от гастролей и совместной работы. Начали ходить слухи о возможном распаде группы, но музыканты заверили, что они незаинтересованы в этом.

## Музыкальный стиль
Альбом отходит от электронной музыки к пост-гранжа и альтернативного рока, и напоминает стиль концертных выступлений, нежели студийное творчество группы. Также в композициях «Metal Heart» и «Boys Wanna Fight» присутствуют элементы индастриала. О звучании пластинки Бутч Виг сказал следующее:

Мы ушли назад в этом альбоме. Это значит, что мы вернулись к первоначальному звуку — гитары, бас, барабаны и голос Ширли.Оригинальный текст (англ.)«We've almost gone backwards in this album. It's getting us back to a more primal sound - guitars, bass, drums and Shirley's voice».

Лирика Bleed Like Me, в отличие от предыдущих альбомов, стала более политически направленной. Например, в песнях «Metal Heart» и «Boys Wanna Fight» осуждается военная акция США и её стран-союзников в Ираке, а в композиции «Sex Is Not the Enemy» поднимаются проблемы репродуктивных прав и гражданских свобод. Как признаётся Мэнсон, песней «Sex Is Not The Enemy» она хотела привлечь внимание людей на политику США в области защиты прав человека или же на права гражданского населения в глобальном масштабе.

## Список композиций
Слова и музыка всех песен — Garbage, если не указано иное.
| №   | Название                       | Длительность |
| --- | ------------------------------ | ------------ |
| 1.  | «Bad Boyfriend»                | 3:46         |
| 2.  | «Run Baby Run»                 | 3:58         |
| 3.  | «Right Between the Eyes»       | 3:55         |
| 4.  | «Why Do You Love Me»           | 3:54         |
| 5.  | «Bleed Like Me»                | 4:01         |
| 6.  | «Metal Heart»                  | 3:59         |
| 7.  | «Sex Is Not the Enemy»         | 3:06         |
| 8.  | «It's All Over But the Crying» | 4:39         |
| 9.  | «Boys Wanna Fight»             | 4:16         |
| 10. | «Why Don't You Come Over»      | 3:25         |
| 11. | «Happy Home»                   | 6:00         |

| №   | Название                         | Длительность |
| --- | -------------------------------- | ------------ |
| 12. | «Why Do You Love Me» (Видеоклип) | 3:52         |

| №   | Название                                                                     | Длительность |
| --- | ---------------------------------------------------------------------------- | ------------ |
| 12. | «I Just Wanna Have Something to Do» (Ди Ди Рамон, Джонни Рамон, Джоуи Рамон) | 2:26         |

| №  | Название                                                           | Длительность |
| -- | ------------------------------------------------------------------ | ------------ |
| 1. | «Sex Is Not the Enemy» (Видеоклип)                                 | 3:52         |
| 2. | «Making of Sex Is Not the Enemy» (Фильм о процессе создания клипа) | 5:05         |
| 3. | «Интервью» (Электронный пресс-кит)                                 | 30:01        |
| 4. | «Cherry Lips» (Концертная версия)                                  | 3:20         |
| 5. | «Фотогалерея»                                                      |              |

## Участники записи
Garbage
- Ширли Мэнсон — вокал, гитара
- Стив Маркер — гитара, клавишные, программирование
- Дюк Эриксон — гитара, клавишные, программирование, пианино в «It’s All Over But the Crying» и «Happy Home», меллотрон
- Бутч Виг — ударные, программирование, гитара, звуковые эффекты, бас-гитара в «Bleed Like Me», микширование
- Джастин Мелдал-Джонсен — бас-гитара
- Дэйв Грол — ударные в «Bad Boyfriend»
- Мэтт Уолкер — ударные в «Show Me»

Другой персонал
- Джон Кинг — продюсирование «Bad Boyfriend»
- Эмили Лазар — мастеринг
- Студия Big Active — художественное оформление
- Мэт Мейтланд — дизайн
- Фрэнк В. Окенфелс III — фотограф
- Джон Ранкин — фотограф
- Q Prime Inc. — менеджмент

## Позиции в чартах и продажи
| Чарт (2005)                                               | Высшая позиция |
| --------------------------------------------------------- | -------------- |
| Австралия Albums Chart (ARIA)                             | 4              |
| Австрия (Musikmarkt)                                      | 17             |
| Бельгия (Фландрия) Ultratip 50 Albums (BEA)               | 12             |
| Бельгия (Валлония) Ultratop 50 Albums (BEA)               | 5              |
| Канада Album Chart (Billboard)                            | 9              |
| Дания (Tracklisten)                                       | 26             |
| European Top 100 Albums (Billboard/Music & Media)         | 2              |
| Греция (IFPI Greece)                                      | 4              |
| Франция (SNEP)                                            | 6              |
| Германия Albums Chart (Media Control)                     | 12             |
| Финляндия Albums Chart (ÄKT / IFPI Finland)               | 6              |
| Ирландия Album Chart (IRMA)                               | 18             |
| Италия (FIMI)                                             | 14             |
| Япония (Oricon)                                           | 17             |
| Нидерланды (GfK)                                          | 28             |
| Новая Зеландия Albums Chart (RIANZ)                       | 25             |
| Норвегия Albums Chart (Nielsen SoundScan)                 | 26             |
| Польша                                                    | 36             |
| Португалия (AFP)                                          | 49             |
| Испания Albums Chart (PROMUSICAE)                         | 27             |
| Швейцария Albums Top 100 (Media Control)                  | 15             |
| Швеция Albums Chart (SRIA)                                | 7              |
| Великобритания Albums Chart (The Official Charts Company) | 4              |
| США Billboard 200                                         | 4              |
| США Top Internet Albums (Billboard)                       | 4              |
| США Comprehensive Albums (Billboard                       | 4              |

| Страна         | Сертификация      | Продажи, экз.                    |
| -------------- | ----------------- | -------------------------------- |
| Австриалия     | Золотая           | 35,000+                          |
| Великобритания | Серебряная        | 84,339+ (по данным на 2007 год)  |
| США            | Не сертифицирован | 284,000+ (по данным на 2011 год) |

## История релиза
| Дата             | Территория     | Лейбл             | Формат(ы)                                             |
| ---------------- | -------------- | ----------------- | ----------------------------------------------------- |
| 10 апреля 2005   | Австралия      | Mushroom Records  | CD, цифровая дистрибуция                              |
| 10 апреля 2005   | Новая Зеландия | Mushroom Records  | CD, цифровая дистрибуция                              |
| 11 апреля 2005   | Великобритания | A&E Records       | CD, цифровая дистрибуция                              |
| 11 апреля 2005   | Европа         | WEA International | CD, цифровая дистрибуция                              |
| 11 апреля 2005   | Россия и СНГ   | WEA International | CD, цифровая дистрибуция                              |
| 11 апреля 2005   | Южная Африка   | WEA International | CD, цифровая дистрибуция                              |
| 11 апреля 2005   | Южная Америка  | WEA International | CD, цифровая дистрибуция                              |
| 11 апреля 2005   | Тайвань        | WEA International | CD, цифровая дистрибуция                              |
| 11 апреля 2005   | Малайзия       | WEA International | CD, компакт-кассета                                   |
| 12 апреля 2005   | Канада         | Geffen Records    | CD-Extra (вместе с бонусным CD), цифровая дистрибуция |
| 12 апреля 2005   | США            | Geffen Records    | CD-Extra (вместе с бонусным CD), цифровая дистрибуция |
| 13 апреля 2005   | Япония         | WEA International | CD с бонус-треком                                     |
| 11 сентября 2005 | Австралия      | Mushroom Records  | CD/DVD Australian 2005 Tour Edition                   |